# Ahmed Hamada
Ahmed Hamada Jassin (arab. ‏أحمد حمادة جاسم‎; ur. 18 września 1961) – bahrajański lekkoatleta, dwukrotny uczestnik igrzysk olimpijskich.

## Rezultaty olimpijskie
| Rok  | Impreza                     | Miejsce     | Konkurencja             | Lokata              | Wynik |
| ---- | --------------------------- | ----------- | ----------------------- | ------------------- | ----- |
| 1984 | Letnie Igrzyska Olimpijskie | Los Angeles | 400 metrów przez płotki | 1. runda eliminacji | 50:62 |

| Rok  | Impreza                     | Miejsce | Konkurencja             | Lokata              | Wynik |
| ---- | --------------------------- | ------- | ----------------------- | ------------------- | ----- |
| 1988 | Letnie Igrzyska Olimpijskie | Seul    | 400 metrów przez płotki | 1. runda eliminacji | 51:34 |